# Zeta Orionis
Coordenadas:  05h 40m 45.5s, −01° 56′ 34″
Zeta Orionis (ζ Ori, ζ Orionis), conhecida tradicionalmente como Alnitak (do árabe النطاق an-niṭāq, "o cinto"), é uma estrela tripla na constelação de Orion. Juntamente com Delta Orionis (Mintaka) e Epsilon Orionis (Alnilam), Zeta Orionis forma o cinturão de Orion, conhecido por diversos nomes de culturas antigas (popularmente como "As Três Marias").
A estrela primária é uma supergigante azul de magnitude absoluta -5,25, e com magnitude aparente de 1,70, é a estrela de classe O mais brilhante do céu. Ela tem duas companheiras de magnitude 4. As estrelas são membros da associação Orion OB1.

## História de observação

Comparação de tamanho entre o Sol e Zeta Orionis.

Zeta Orionis é conhecida desde a antiguidade, e como membro do cinturão de Orion, teve grande importância cultural. Em 1819, o astrônomo alemão George K. Kunowsky descobriu que ela é uma estrela dupla. Mais recentemente, em 1998, uma equipe do Observatório Lowell descobriu que a estrela primária tem uma companheira, algo que já tinha sido suspeitado desde a década de 1970, a partir de observações feitas pelo Narrabri Stellar Intensity Interferometer. Inicialmente pensado estar a 1 500 anos-luz, o sistema Zeta Orionis foi medido pelo satélite Hipparcos em 1996, onde descobriu-se que está, na verdade, a aproximadamente 800 anos-luz da Terra.

## Sistema
Zeta Orionis é um sistema estelar triplo que está a 800 anos-luz de distância. A estrela primária, Zeta Orionis Aa, é uma supergigante azul de tipo espectral O9Iab, de magnitude absoluta -5,25. Ela é 28 vezes mais massiva que o Sol, e estima-se ter um raio 20 maior que o raio solar. Zeta Orionis B é uma estrela de magnitude aparente 4 de classe B que orbita Zeta Orionis Aa a cada 1 500 anos. A terceira estrela, Zeta Orionis Ab, só foi descoberta em 1998. Ela é uma estrela de magnitude aparente 4 de classe O.
O sistema Zeta Orionis está cercado pela nebulosidade de IC 434.